# Dvojník (Friedrich Dürrenmatt)
Dvojník (v německém originále Der Doppelgänger je rozhlasová hra švýcarského německojazyčného dramatika Friedricha Dürrenmatta: příběh o muži, kterému se stalo bezpráví. Byla napsána roku 1946 a poprvé vysílána v německém rozhlase dne 21. prosince 1960.

## Vznik, charakteristika a historie
Dvojník je Dürrenmattova první rozhlasová hra a s výjimkou povídky Der Alte z roku 1945 i jeho první významnější literární dílo vůbec. Vznikla v roce 1946 v bezprostřední reakci na události druhé světové války a na následné první pokusy vypořádat se s dědictvím nacistického režimu; okrajová doplnění autor provedl roku 1952. Uvedena však byla až s velkým odstupem v roce 1960, tedy v době, když již díky svým jiným dílům, například románu Soudce a jeho kat nebo hře Návštěva staré dámy, dosáhl světové proslulosti.
První nastudování vzniklo v koprodukci Norddeutscher Rundfunk (Severoněmeckého rozhlasu) a Bayerischer Rundfunk (Bavorského rozhlasu). Dürrenmatt sám hovořil jednu ze dvou rámcových rolí, „autora rozhlasové hry“, a režisér Gustav Burmester vystupoval současně jako „režisér rozhlasové hry“. Hudbu napsal skladatel Siegfried Franz a dále hráli Siegfried Wischnewski (muž/Pedro), Hanns Ernst Jäger (dvojník/Diego), Anneliese Römerová (žena/Inez) a Karen Hüttmannová (ženský hlas). Premiéra se konala dne 21. prosince 1960. Roku 1960 byla hra rovněž poprvé vydána tiskem, a to v curyšském nakladatelství Verlag der Arche.

## Dvojníkv Česku
V češtině vyšel Dvojník poprvé knižně v roce 1966 v nakladatelství Orbis překladu Bohumila Černíka (spolu s dalšími rozhlasovými hrami: Proces o oslí stín, Noční rozhovor s opovrhovaným člověkem, Stranitzky a národní hrdina a Herkules a Augiášův chlév). Zatímco některé z nich již byly uvedeny Československým rozhlasem dříve (např. Noční rozhovor roku 1965), Dvojník bezprostředně uveden nebyl a v době normalizace ani nemohl být už proto, že se Dürrenmatt angažoval v protestech proti okupaci Československa roku 1968 a překladatel Bohumil Černík emigroval.
Již roku 1967 napsal podle této předlohu operu Dvojník český skladatel Jiří Smutný, ta však již nemohla být v Československu uvedena a měla premiéru až roku 1976 v západním Německu.
Premiéra Dvojníka v češtině – v Černíkově překladu – nakonec proběhla v Československém rozhlase až po pádu komunistického režimu, a to 23. září 1990. Režii měl Josef Henke, pro něhož to byla první režie po vynucené pauze v období normalizace. Hudbu ke hře napsal tentokrát Emil Viklický a hráli Jaroslav Kepka jako spisovatel rozhlasové hry a muž (Pedro), Josef Somr jako režisér rozhlasové hry, Jiří Zahajský jako dvojník (Diego) a Dana Syslová jako žena (Inéz).